# Internet marketing
La pubblicità online, chiamata anche internet marketing, si riferisce a qualsiasi forma di pubblicità che utilizza Internet per indirizzare messaggi di marketing promozionale ai consumatori. Si tratta di un termine omnicomprensivo che comprende l'email marketing, il search marketing, il social media marketing, display advertising e il mobile advertising. Principalmente nell'internet marketing i protagonisti sono due, l'editore che integra la pubblicità nei suoi contenuti on-line e un inserzionista, che fornisce gli annunci da visualizzare nei contenuti di un determinato sito web. Esistono anche agenzie di pubblicità che aiutano a creare e ideare gli annunci da visualizzare, un server che fornisce statistiche, traccia le visualizzazioni e i click che vengono effettuati sui banner.
L'internet marketing sta riscuotendo molto successo e sta crescendo molto rapidamente. Nel 2011 i ricavi pubblicitari di Internet negli Stati Uniti hanno superato quelli della televisione via cavo.

## Descrizione
La pubblicità online può essere definita come il valore della raccolta pubblicitaria effettuata sulla Rete, all’interno di siti web e applicazioni online, fruiti da qualsiasi dispositivo che disponga di una connessione Internet.
È possibile suddividere il settore in base ai formati e ai dispositivi di fruizione (pc, tablet e mobile advertising). Stando ai formati, l'online advertising si divide sostanzialmente in:
- display advertising (banner tradizionale, video display e nuovi formati native e recommendation widget);
- social advertising (acquisto di pubblicità all'interno dei social ntetwork);
- search advertising (acquisto di visibilità all'interno dei motori di ricerca);
- classified advertising (annunci su siti di compravendita);
- email advertising (pubblicità all'interno di newsletter).

## La figura professionale
In sostanza il Web Marketer è la persona che si occupa della promozione del sito (o del progetto Web)  sfruttando tutti, o la gran parte, dei canali legati al Web.
È esperto di SEO (Search Engine Optimization), di SEM (Search Engine Marketing) e di SMO (Social Media Optimization), ma possiede anche competenze ed esperienze specifiche legate a strumenti come Google Ads, l'email marketing, la lead generation e i programmi di affiliazione, vi è inoltre una parte avanzata dedicata alle automazioni e alla performance effettuata tramite A/B Test.

## Attività e strategie
La strategia alla base di un progetto di web marketing è far ottenere al sito la massima visibilità su un target ben definito.
Coerentemente con l'obiettivo, la tattica principale è portare il proprio sito web ai primi posti nelle pagine dei risultati di un motore di ricerca per parole chiave rilevanti, allo scopo di renderli più visibili di quelli dei concorrenti, e quindi preferibili.
Fino agli anni novanta si è occupato di web marketing il webmaster del sito, oppure, nei siti più grandi, una persona specializzata. Negli ultimi anni si è assistito alla nascita e all'affermazione di agenzie di consulenza specializzate, denominate "agenzie per l'ottimizzazione sui motori di ricerca" (SEO agencies); inoltre sono attivi consulenti provenienti dal mondo dell'informatica.
Le attività che oggi caratterizzano il web marketing sono le seguenti:
- Ottimizzazione per i motori di ricerca
- Posizionamento
- Marketing dei motori di ricerca (SEM)
- Pay per click, o Pagamento per clic
- Campagna Banner
- Programma di affiliazione
- Conversione
- Account based marketing
- Differenziazione nei motori di ricerca
- Social media marketing
- Marketing di prossimità
- Affiliate marketing

Rientra tra le competenze del web marketing ogni azione a pianificazione che abbia come finalità il ritorno sull'investimento (ROI) di un progetto online. 
L'azione si sviluppa attraverso l'ideazione di un progetto, il coordinamento della sua realizzazione, l'analisi dei risultati, la gestione di ciò che segue la messa in opera, la sua promozione e la gestione della reazione del pubblico (feedback).
Appartiene al piano di web marketing anche l'attività di modifica della percezione di una marca o di un servizio grazie a strategie di interazione con utenti e il mercato. Ogni progetto (con obiettivi) pensato per la rete deve essere coordinato da un piano di web marketing.
In sintesi, fare web marketing significa applicare le strategie di marketing al mondo del web con l’obiettivo di attrarre, attraverso contenuti utili, gli utenti interessati ai tuoi prodotti o servizi per trasformarli in contatti utili e/o clienti, attraverso l'uso di strumenti come siti web, blog, contenuti, motori di ricerca, pubblicità online e social media.
Spesso si confondono il web marketing con la semplice promozione online o pubblicità di un sito sul web. In realtà così come la pubblicità tradizionale è uno strumento gestito dal piano di marketing, la campagna promozionale tramite banner e link pay per click è organizzata e gestita all'interno del piano di web marketing.
Utilizzare una strategia di marketing opportuna non basta, è necessario anche scegliere delle parole chiave adatte. Per sceglierle è necessario andare nella sezione di Google Ads: Strumento delle parole chiave. Una volta entrato nel pannello di Google Ads per le parole chiave, recarsi su cerca nuove parole chiave e inserire le parole chiave per le quali si intende realizzare la campagna SEO. Dopodiché alla successiva schermata, selezionare la scheda idee per parole chiave: si otterrà un grafico relativo alla ricerca media al mese di quella parola scelta.

## Fare SEO
Fare SEO significa letteralmente ottimizzare il proprio sito, o una pagina, per un motore di ricerca. Ossia fare in modo che il proprio contenuto compaia tra i risultati della prima pagina di Google (Tecnicamente chiamata SERP). Capire su quali keyword investire inizialmente è sempre importante, ma lo sviluppo costante di Google, con lo sviluppo della Search Intent ha profondamente cambiato il modo di fare SEO. Se in precedenza tecniche di black-hat SEO (ossia tecniche per "ingannare" l'algoritmo di Google con qualche trucchetto) erano anche abbastanza utili e fruttuose, ad oggi e nel futuro sempre peggio, queste strategie saranno sempre più abbandonate, per la sciare spazio alla SEO Strategica. Per fare SEO è quindi necessario costruire del contenuto e costruirne di qualità. In modo che l'algoritmo riconosca il contenuto della tua pagina migliore di quello di tutte le altre pagine. Sembra un obiettivo difficile, e se ci si concentra su una sola pagina è semplicemente impossibile, ma possibile. Sono però necessarie due condizioni:
- pazienza e tempo: la SEO è un processo lento e a volte imprevedibile. Non sai mai quando il tuo sito inizierà a rankare (magari 6 mesi, un anno o non accadrà mai)
- conoscenza generale dei processi di funzionamento dell'algoritmo di google.
Ci sono attualmente migliaia di agenzie in tutta Italia, che dichiarano di fare SEO per i loro clienti.

### Marketing promozionale online
Le azioni di questa tipologia di marketing web contribuiscono a incrementare la conoscenza di marca e permettono di soddisfare differenti bisogni di comunicazione come: attirare l'utente, segnalare offerte ai navigatori o pubblicizzare il proprio sito web.
Tra gli strumenti di marketing promozionale in linea figurano le tecniche classiche come i banner e i cosiddetti rich media, ma anche modelli di advertising evoluti come: interstiziali, banner pop-up, pop-under e le sponsorizzazioni

### Web marketing virale
Il web marketing virale consiste nel riprodurre i benefici del passaparola tramite internet. Per generare buzz o "viralizzare" una campagna promozionale il Web marketing virale utilizza prodotti e strategie unicamente legate alle tecnologie web.

## Strumenti di attuazione di un piano di vendita on-line

### Il Piano di web marketing
È la struttura portante dell'intero progetto di web marketing. Stendendo il piano, bisogna descrivere chiaramente:
- Quali sono gli obiettivi da raggiungere.
- Qual è il target da colpire.
- Come e con quali tempi s'intende sviluppare l'intera strategia.
- Quali strumenti utilizzare per la promozione del sito e per il suo monitoraggio.
- La definizione di un budget.
- A quali rischi e opportunità si può andare incontro.

### Analisi della concorrenza su internet (e off-line)
L'analisi della concorrenza (benchmarking competitivo) fornisce indicazioni precise circa punti di forza e debolezza del progetto web in relazione ai concorrenti presenti nel mercato virtuale e ai processi funzionali del sito stesso. Attraverso le analisi di benchmarking competitivo, o strategico, si possono evidenziare i punti di forza di siti simili o identici al proprio.
In particolare, l'analisi di benchmarking di un sito può:
- evidenziare punti deboli e critici al fine di correggerli ed aumentare il tasso di conversione degli utenti (es: sito di commercio elettronico, portali tematici);
- evidenziare le aree tematiche, per siti multitema (es: portali geografici, portali informativi, siti di commercio elettronico) in cui vi è un'evidente carenza di visibilità nei motori di ricerca;
- identificare i concorrenti più visibili su internet ed analizzarne i loro punti di forza;

L'analisi della concorrenza è fondamentale per molti aspetti, due su tutti:
- permette di conoscere i reali concorrenti del mercato;
- permette di prendere decisioni in merito alle modifiche da apportare al sito per migliorarne le prestazioni in termini di ranking (visibilità nei motori di ricerca) e nelle modalità operative dell'utente semplificando o diminuendo le azioni che questi eseguirà per raggiungere determinati obiettivi (es: un acquisto, l'iscrizione ad una newsletter).

### Progettare o riprogettare il sito web
- Raccolta e realizzazione dei contenuti e delle informazioni da pubblicare;
- Classificazione e organizzazione delle informazioni all'interno del sito;
- Progetto grafico e l'interfaccia di navigazione;
- Scelta e l'implementazione delle tecnologie necessarie.

### Ottimizzare il posizionamento nei motori di ricerca
Il posizionamento è quel ramo del marketing che si occupa di implementare soluzioni tecniche e non affinché i siti internet siano popolari nei maggiori motori di ricerca. Questa disciplina è in continuo sviluppo ed evoluzione.

## In Italia
Secondo i dati Agcom, il mercato della pubblicità online è cresciuto dai 3 miliardi di euro del 2018 ai 5.2 del 2022 (+83%), di cui 5 mld erano concentrati nelle maggiori piattaforme.